# Réz(II)-karbonát
A réz(II)-karbonát egy zöld színű por, vízben oldhatatlan.
Előfordul ásványokban is, de csak bázisos réz(II)-karbonát formájában, tiszta réz(II)-karbonát a természetben nem létezik és nem is állítanak elő, mert vízzel érintkezve visszaalakulna bázisos réz(II)-karbonátra.
Gyakran láthatunk középületek kupoláján (pl.: a budai vár), vagy szobrokon (pl.: a New York-i Szabadságszobor) patinát, vagyis réz(II)-karbonátot és a réz(II)-hidroxidot. Ez a réztartalmon kívül a levegő szén-dioxid, oxigén és páratartalmának köszönhető. A reakció egyenlete a következő:
2 Cu + H2O + CO2 + O2 → Cu(OH)2 + CuCO3
Magas hőmérsékleten réz(II)-oxidra és szén-dioxidra bomlik:
CuCO3 → CuO + CO2
- A New York-i Szabadságszobor
- A budai vár